# Nelson Comboio
Nelson Joaquim Comboio (nascido a 14 de abril de 1987, em Maputo, Moçambique) é um modelo internacional e profissional moçambicano. É considerado o primeiro modelo masculino internacional de Moçambique. Além da carreira como modelo, atua em organizações internacionais, tendo trabalhado na Embaixada da Suíça e na UNOPS (Escritório das Nações Unidas de Serviços para Projetos), contribuindo para o processo de paz em Moçambique.

## Biografia
Nelson Comboio nasceu em Maputo. Estudou Química Analítica na Escola Industrial e licenciou-se posteriormente em Ciência Política e Relações Internacionais pela UNISCED – Universidade Técnica e Científica de Moçambique.

## Carreira na Moda
Comboio começou a sua carreira como modelo profissional na África do Sul.
Foi representado por:
- Indoni Models (Durban)
- Ice Models (Joanesburgo)
- VIP Models (França)

Em 2009, venceu o prémio de Melhor Modelo Fotográfico na África do Sul.
Participou de diversas campanhas publicitárias, destacando-se como:
- Rosto oficial da Mr. Price Home, uma das maiores cadeias de retalho da África do Sul[2]
- Ensaio fotográfico para a marca internacional Hugo Boss, em Paris[3]

### Eventos de moda
Desfilou nas seguintes semanas de moda:
- Mozambique Fashion Week[2]
- Durban Fashion Fair, África do Sul
- Windhoek Fashion Week, Namíbia

### Empreendedorismo
É fundador da agência de modelos Kalla Models, dedicada ao desenvolvimento e à profissionalização da indústria da moda em Moçambique.

## Carreira Internacional

### Embaixada da Suíça
Trabalhou na área de administração na Embaixada da Suíça em Moçambique, colaborando com processos internos e diplomáticos.

### UNOPS
Desde 2021, atua na UNOPS (Escritório das Nações Unidas de Serviços para Projetos), como:
- Oficial de Operações no Secretariado de Apoio ao Processo de Paz em Moçambique
- Responsável por atividades de procurement[1]

## Reconhecimentos
- Melhor Modelo Fotográfico da África do Sul, 2009[2]
- Embaixador da Together Band, iniciativa global que promove os Objetivos de Desenvolvimento Sustentável[4]